# バイオディーゼル

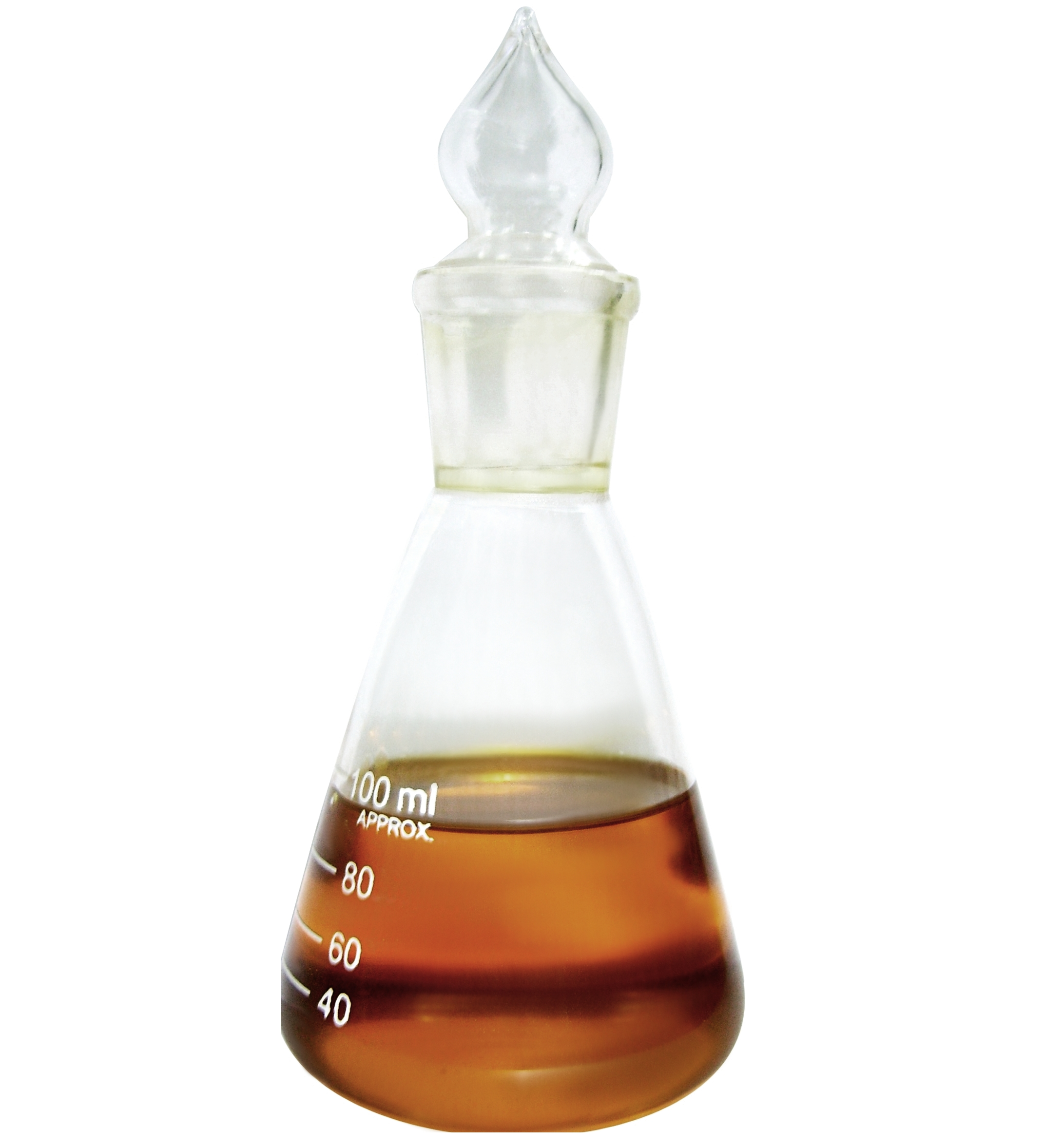
バイオディーゼル

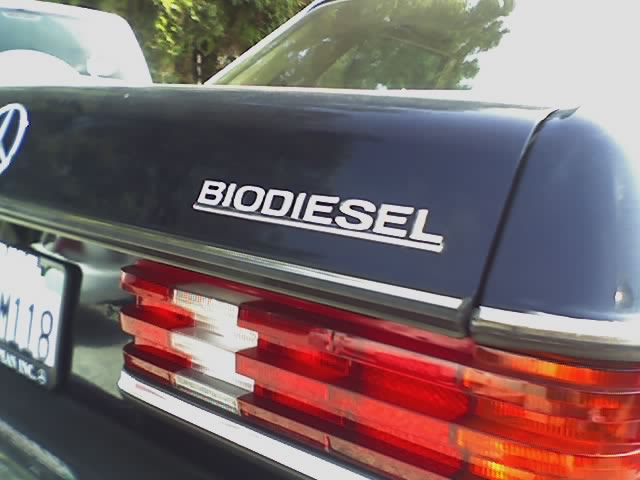
古いメルセデス・ベンツのディーゼル車でバイオディーゼルに対応させた車両

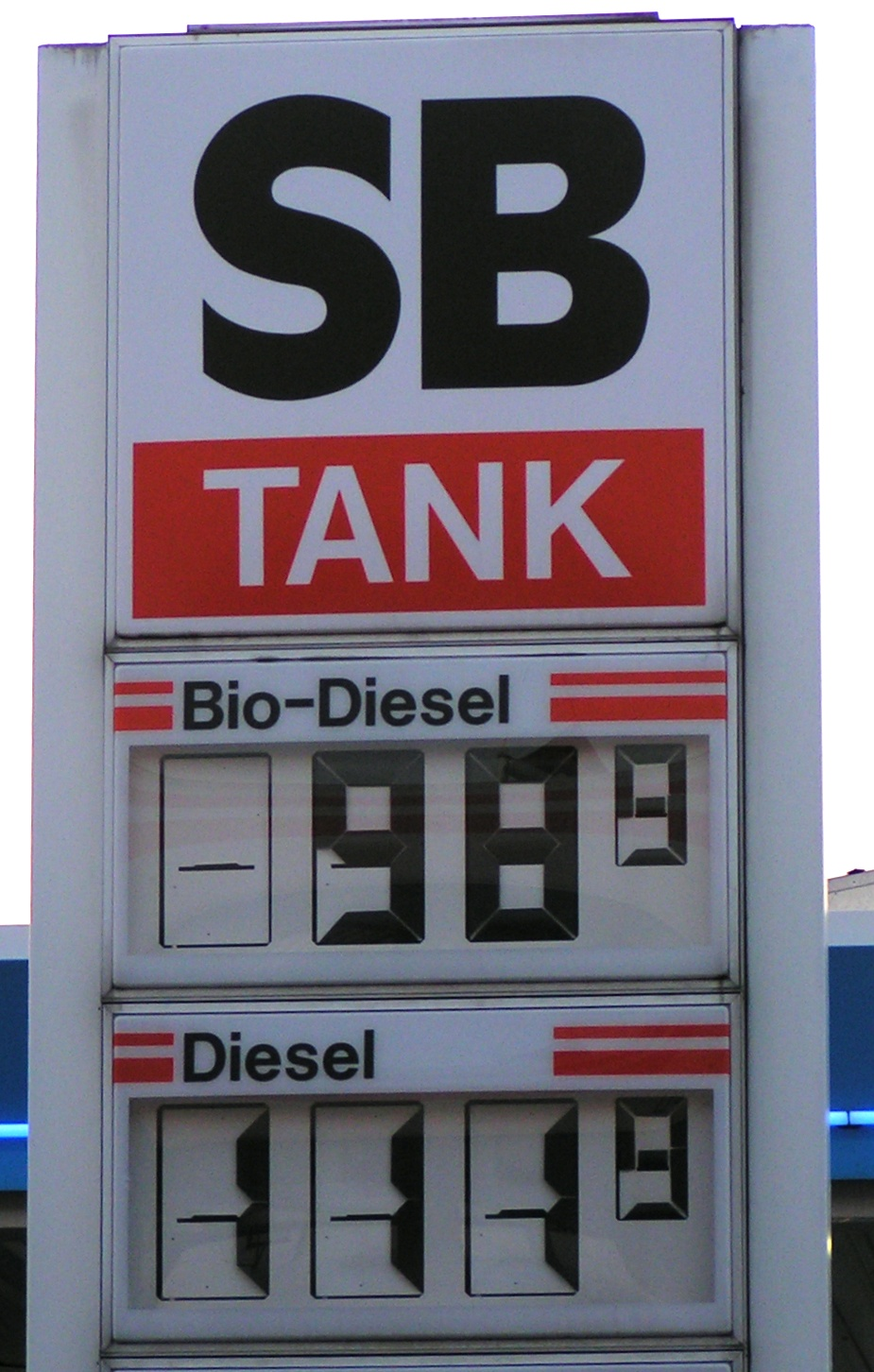
バイオディーゼルが通常の軽油よりも安く設定されている例

バイオディーゼルとは、生物由来油から作られるディーゼルエンジン用燃料の総称で、バイオマスエネルギーの一つである。諸外国においてバイオディーゼルとして規格化がなされているのは脂肪酸メチルエステル（Fatty acid methyl ester、以下「FAME」）のみであるが、厳密に化学的な定義はない。原料となる油脂からグリセリンをエステル交換により取り除き粘度を下げる等の化学処理や改質処理を施し、ディーゼルエンジンに使用できるようにしている。Bio Diesel Fuelの頭文字をとってBDFと略されることもある（BDFは登録商標）。

## 開発の歴史
ディーゼルエンジンは、元々は落花生油を燃料とし、圧縮熱で燃料に点火するエンジンとして19世紀末に発明されたものであり、バイオディーゼルを燃料として使用することを想定していた。しかし落花生の生産は天候に左右され供給が不安定であったこと、当時ルーマニアで油田が発見され軽油や重油などの鉱物油が本格的に入手できるようになったことなどから、ディーゼルエンジンの燃料はバイオディーゼルから化石燃料へシフトしていった。
日本では、第二次世界大戦前夜にはガソリンの入手が困難となり、満州向けの戦車には大豆由来のバイオディーゼル燃料を使用することが検討されていた。
1935年（昭和10年）、池貝鉄工所はディーゼル車の寒地試験を行う中で、大豆油を燃料にして三本木から青森間を走破することに成功した。
地球温暖化対策として再びバイオディーゼル燃料が注目されている。

## 原料
菜種油、パーム油、オリーブ油、ひまわり油、大豆油、コメ油、ヘンプ・オイル（大麻油）などの植物油、魚油や豚脂、牛脂などの獣脂及び廃食用油（いわゆる天ぷら油等）など、様々な油脂がバイオディーゼル燃料の原料となりうる。
欧州では菜種油、中国ではオウレンボク等、北米及び中南米では大豆油、東南アジアではアブラヤシやココヤシ、ナンヨウアブラギリから得られる油が利用されている。

## 特徴

### 化石燃料との違い
ディーゼルエンジンの燃料として通常用いられる化石燃料である軽油に比べて、化学的特徴として次のことが指摘されている。
- ゴム・樹脂を膨張・劣化させやすい。
- 熱の影響により酸やスラッジ（固まり）を発生させ、品質が劣化しやすい。

### 原料による性状の差異
原料となる油脂はそれぞれ性状が異なるため、バイオディーゼル燃料自体の性状も原料により異なったものとなる。
- 菜種油、ひまわり油、コメ油：酸化しやすい
- パーム油、ココナッツ油、牛脂：低温で固まりやすい
- 魚油：低温でも固まりにくいが、熱でスラッジが発生しやすい

とりわけ廃食用油は様々な油脂が含まれうるものであることから、個々の原料の性状に大きなばらつきがある。それゆえ、廃食用油を原料とする場合は特に、小規模での製造では製品の品質が極めて不安定なものとなることから、品質を安定させるためには一定程度大規模なプラントで製造を行う必要がある。

### 精製状況による差異
精製方法の違いによっても、完成した製品の性状は異なりうる。例えば、精製が不十分でグリセリンが完全に除去しきれておらず、原料油脂（トリグリセリド）が残留している場合、スラッジ（固まり）が発生してピストンリングを固着させたり、フィルターの目詰まりを発生させることがある。またメタノールの除去が不十分な場合、残留メタノールが金属部材の腐食の原因となる。
不飽和結合を有する有機化合物は、飽和有機化合物よりも化学的に不安定であり、酸素存在下で自動酸化を起こしやすい。酸化劣化の進んだ燃料はタンクを腐食させ、また重合物を生成しフィルタ詰まりを引き起こすことから、バイオディーゼル燃料を精製するにあたっては酸化防止剤を添加し、酸化安定性を向上させることが必要となる（なお、通常の軽油であれば酸化劣化は起こらないと考えられている）。
ディーゼル機関へ不完全な生成油が混入することにより、着火温度の差が発生すると、エンジンの不調や破損の原因になる。

### コモンレール方式エンジンとの関係について
排ガス規制に対応するため近年開発が進んでいる、コモンレール方式を採用したディーゼルエンジンと、バイオディーゼル燃料との相性の問題が指摘されている。
ディーゼル自動車からの排ガス規制が厳しくなる中、コモンレールシステムにより燃料噴射圧の高圧化が必要とされているが、燃料の高圧化は同時に断熱圧縮による燃料温度の上昇にもつながる。燃料温度の上昇は酸化劣化を引き起こす大きな要因であり、BDFを使用する上ではこのような高圧、高温環境下において燃料品質の劣化が起こらないよう適切な性状を確保することが非常に重要となる。

## 使用方法
バイオディーゼル100%か、または軽油・灯油と一定割合で混合して使用する。低温では粘度が高くなり流動性が低下し、特に寒冷地や冬季にバイオディーゼル100%で使用するとワックス分が燃料経路内で固まることがある。このため、ヒートエクスチェンジャーやフュエルヒーターを使用して燃料を加温する、始動は軽油で行い、完全暖機後にバイオディーゼル燃料に切り替えて使用するなどの対策が必要となる。
後述する揮発油等の品質の確保等に関する法律においては、自動車用燃料として販売することが認められる軽油中のFAME含有量は5.0質量%以下とされている。また、経済産業省、農林水産省、国土交通省、環境省ではBDFに関する調査等を実施しており、軽油と混合しないバイオディーゼル100%での利用については、既存の自動車で利用した際、問題が生じた、又は車両側での対策が必要になった事例が報告されている。こうした例も踏まえ、国土交通省においては、neat（混合）BDF対応車の開発を行っている 。
また、自動車の燃料として使用する場合、自動車検査証の備考欄に廃食用油燃料併用、バイオディーゼル100%燃料併用若しくは品確法特例措置高濃度バイオディーゼル燃料併用といった内容の記入申請を行った後に使用することができる。

## 品質規制について

### 欧州での規格
欧州ではFAMEについて、欧州規格であるEN14214において、軽油に混合しない状態での性状を規定している。鉱物ディーゼル燃料（軽油）の品質規格(EN590)では、「軽油は脂肪酸メチルエステル5%までブレンドできる。しかし、バイオディーゼルの品質規格はEN14214に基づくこと。」と規定している。
これらの規格は2004年から有効とされている。また、不適合燃料を取り締まる方法等については、各国にて検討することとされている。

### 日本での規格
日本においては、従前、バイオディーゼル燃料についての規格が存在していなかった。しかしながら、近年これを一般自動車用の燃料として使用する動きがあることから、経済産業省の審議会である総合資源エネルギー調査会において、上記欧州規格を参考としつつ規格化が検討されてきた。
この審議会での検討結果を受けて、BDF混合軽油を一般のディーゼル車に用いた場合における必要な燃料性状に係る項目を規定するため、揮発油等の品質の確保等に関する法律施行規則の改正がなされた。（平成19年経済産業省令第3号。改正省令公布日：平成19年1月15日、同施行日：平成19年3月31日）

#### 規制内容
上記品質確保法においては、FAME混合軽油について満たすべき基準が設けられており、軽油販売業者はこの基準を満たさないものを自動車の燃料用として消費者に販売してはならない。（揮発油等の品質の確保等に関する法律第17条の7及び同法施行規則第22条）
軽油生産業者及び輸入業者は、自動車の燃料として販売又は消費しようとするときは、この軽油規格に適合することを確認しなければならない。（同法第17条の8）
なお、品質確保法はあくまで炭化水素油を対象とした規制であるため、炭化水素成分を含まないFAME（含酸素燃料）は同法の規制の対象とはならない。軽油と混合される前のFAMEについては、FAMEやNEATFAME混合軽油を製造するにあたっての品質の目安として、軽油と一定割合（5%）で混合することを前提とした標準化が任意規格によりなされている。また、品質確保法による規制は、石油製品は消費者が見た目で品質の適否を判断することができないために設けられたものであることから、例えば消費者が自ら法に定められた基準以上のバイオディーゼル燃料を軽油に混和したとしても、それは自己責任でなされたものであり、同法による規制の対象とはならない。

## 税金について
バイオディーゼル燃料を軽油等と混和して販売したり、自動車の使用者自らがバイオディーゼル燃料を購入又は製造して軽油等と混和して使用する場合、軽油引取税の課税対象となる。
バイオディーゼル燃料を、現行の日本の税法に抵触することなく非課税で自動車に使用するには、軽油等を混和させずに100%バイオディーゼル燃料でエンジンを作動させる必要がある。この場合、軽油とバイオディーゼル燃料の両方を使用可能な車両では、燃料タンクを分離させ、エンジンへの配管途中で弁による切り替えを可能として、燃料の混合を防止させなければならない。

## 地球温暖化対策との関連について
気候変動枠組条約に基づき地球温暖化防止のため策定された京都議定書では、生物由来となる燃料については二酸化炭素の排出量が計上されないこととなっている。すなわち、化石燃料を燃焼させることは、それに含まれる炭素を二酸化炭素として大気中に新たに追加させることになるが、バイオディーゼルは原料となる生物が成長過程で光合成により大気中の二酸化炭素を吸収していることから、その生物から作られる燃料を燃焼させても元来大気内に存在した以上の二酸化炭素を発生させることはない（カーボンニュートラル）という考え方である。これによれば、バイオディーゼル燃料は太陽光や風力などと同じく、再生可能エネルギーに位置づけられることとなる。
他方、上述・通商産業省の審議会では、原料として日本が大量に輸入することになるパーム椰子の原産国であるマレーシアやインドネシアにおいて、ヤシ畑開発のために森林破壊が進行してしまう（環境破壊を進行させてしまう）懸念が指摘されている 。
また、ブラジルなどではより収益率の高いバイオ燃料生産のためオレンジ生産などが転換され、それによる果実、穀物の供給不足、高騰が起こり、バイオマスエタノールでの事例と同様に食料を燃料として消費する事に対する疑念、批判も起こっている。

## 排ガスへの影響について
米国環境保護局（U.S. EPA）の調査によると、軽油中のFAME混合率を高めると、ディーゼルエンジン排ガス中の粒子状物質(PM)、一酸化炭素(CO)、炭化水素(HC)は減少するが、窒素酸化物(NOx)は増加すると報告されている。
NOxが増加するのは、バイオディーゼルには軽油と比較して多くの酸素が含まれており、燃焼するとき吸気中の窒素とより容易に結合することが原因であると考えられている。
一方、環境省の中央環境審議会答申によると、FAMEを使用した場合の排出ガス性能に与える影響について以下のようにとりまとめられている。
- FAMEについてのこれまでの調査により、FAMEを軽油に添加すると、触媒を装着していない場合には、軽油のみを使用した場合に比べ、PM中のSOF（燃料や潤滑油の未燃焼分からなる有機化合物）が増加する。また、NOx、一酸化炭素(CO)がわずかながら増加する場合があり、さらに、未規制のアルデヒド類やベンゼン類も増加する傾向がみられたが、酸化能力の高い触媒を装着することにより、増加していたこれらの排出ガス成分を低減できることが示された。ただし、これまでの調査結果のみでは、FAMEの添加割合に応じたガスへの影響等が定量的に明確にはされていない。
- このことから、FAMEを軽油の代替として又は軽油に添加して使用する場合には、酸化能力の高い触媒を装着する必要があり、その旨を徹底することが適切である。しかし、現在までの調査結果によると、FAMEの軽油への添加量の上限値等、FAMEに係る燃料許容限度目標値を設定することは困難である。

## 使用事例

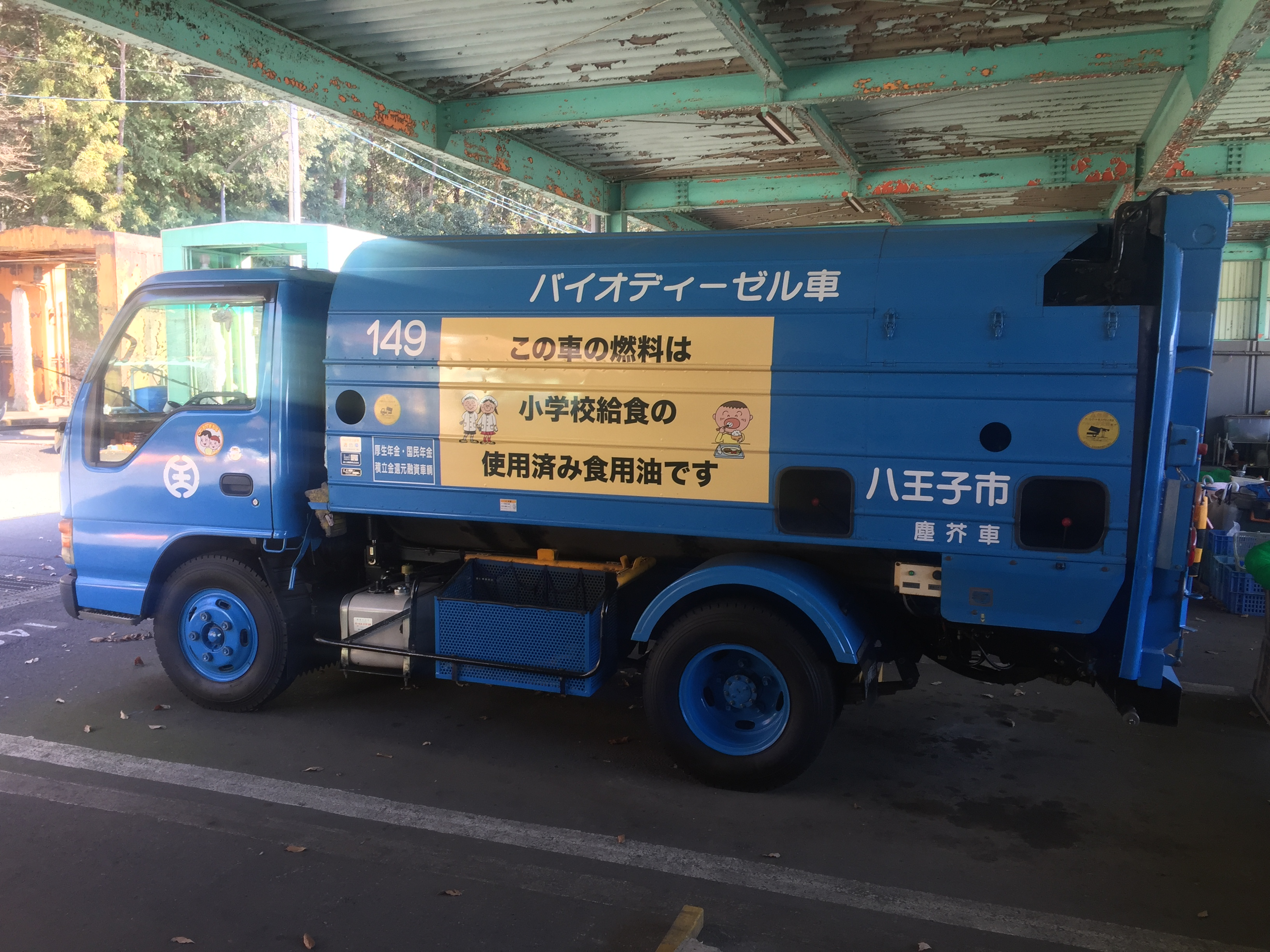
バイオディーゼル燃料を使用するごみ収集車

- 京都市など一部の自治体は、車両改造や定期的なメンテナンスを行うなどの対策を講じた上で、ゴミ収集車や市バスなどの燃料としてバイオディーゼル燃料を使用している。
- 2004年から、愛知県東栄町で、町内で発生した廃食用油から作ったバイオディーゼルを、公用車に使用している。
- 2005年から、千葉県のいすみ鉄道で、気動車の燃料に植物油を混ぜて使用する試験が行われている。試験では軽油に5%の植物油を混入して性能試験が行われた。
- 2007年のダカール・ラリーには、元F1レーサーの片山右京が廃食用油由来の100%バイオディーゼル燃料を使用したトヨタ・ランドクルーザー100で史上初参戦、総合68位で完走した。2008年大会にはトヨタ車体・チームランドクルーザーが廃食用油を混合したバイオディーゼルで参戦を予定していたが、2008年大会は中止になった。2011年は100%バイオディーゼル燃料で参戦する事が発表、見事9000km完走を果たした[16]。
- 2007年夏より3年間、宮城県塩竈市の市営渡船の燃料を軽油からバイオディーゼル燃料に切り替える導入試験を行う予定。農林水産省の補助事業で水産工学研究所が行う。
- 2008年から、兵庫県の北条鉄道で、バイオディーゼルで気動車を走行させる試験が行われる。
- 路線バスでの使用例
  - 近江鉄道バス・江若交通がびわこ横断エコバスに使用。
  - 京都市交通局 - 京都市営バス
  - 東京都交通局 - 都営バス
  - 十勝バス自衛隊・稲田線, 北海道拓殖バス一中・療養所線
  - 阪急バス ‐ 2007年12月、大阪府内の遊休農地で栽培された菜種を原料としたバイオディーゼル燃料を、府内4営業所の路線バス96台で10日間使用（混合率5%以下）した[17]。また、2008年12月から豊中病院線で使用される車両1台を100%バイオディーゼル燃料（営業所食堂およびや阪急阪神第一ホテルグループの一部ホテルからの廃油を精製）で運転していた[18]。また、2020年12月に豊中営業所を移転し開設された大阪営業所には社員食堂や阪急阪神東宝グループの給食施設・マンション入居者から集めた使用済み食用を精製したBDFを使う発電機（ヤンマー製）を設置している[19]。
  - 山梨交通 - 国際興業グループ（2014年まで）のバス会社。グループのホテル等から出る廃食用油から 精製 し、バスに利用している。
  - 宇部市総合政策部企画課 - 宇部市総合政策部企画課が主体となり宇部市代替バス（コミュニティーバス）の運行を行っており、2008年（平成20年）3月より燃料を食料廃油から生成したバイオディーゼル燃料のみで運行している。定期路線バスの燃料に100%バイオディーゼル燃料を用いるのは全国初の試み[20]。
  - サンクスネイチャーバス - 東京都目黒区自由が丘周辺を走るコミュニティーバスで、1997年から運行開始。VDF（Vegetable Diesel Fuel）という代替燃料を使用している[21][22]。
  - かつて、日本テレビのテレビ番組『ザ!鉄腕!DASH!!』のコーナーにおいて、天ぷらの飾りを付けバイオディーゼルを燃料とした自動車を走行させる実験が行われた。

## 主な製造技術
油脂は粘度が高いなどの特徴を有しており、そのままディーゼル自動車用の燃料として使用した場合、噴射ポンプや噴射ノズルに析出物が付着して不具合が発生することが懸念される。このため、化学処理を施して原料油脂からグリセリンを取り除くことで、油脂を脂肪酸メチルエステル（Fatty Acid Methyl Esterの頭文字をとってFAMEと略される）等の軽油に近い物性に変換したものがディーゼル自動車用燃料として使用されている。
主な製造技術には、下記の方法がある。
- 均相アルカリ法
- 金属酸化物法
- 固定化酵素法
- 超臨界アルコール法
- イオン交換触媒法
- 水素化分解

### 均相アルカリ法
均相アルカリ法は アルカリ溶液法とも呼ばれ 比較的小型な装置でも製造を行うことができることから、一定の化学の知識があれば個人や小規模な団体でもバイオディーゼル燃料を製造することは可能である。ただし、後述のとおり、製品の品質を安定させるためにはある程度の規模を確保する必要がある。
具体的には、
1. 低品位の油脂原料には水分や遊離脂肪酸(FFA)が含まれているため、事前に除去[24]。
2. 油脂にメタノールとKOHやNaOHなどの触媒を加えてエステル交換反応を起こす。
3. 酸を加えて中和させたうえで、脂肪酸メチルエステルとグリセリンに分離させる。
4. 分離した脂肪酸メチルエステルを水洗処理して触媒を取り除く。
5. 蒸留処理をすることでメタノールを除去。

#### グリセリンの処理について
メチルエステル化によって、副産物として原料油脂の10%程度のグリセリンが生成される。通常、このグリセリンには触媒や未変換の脂肪酸などが混入しており、有効な用途がないとされる。また、酵素法や超臨界法などにより純度の高いグリセリンを得ることはできるが、現在の日本では供給過剰状態にあること、小規模分散型の変換設備では十分な量が得ることができないことなどから、グリセリンの売却や処分が非常に困難な状況にある。このためグリセリンのメタン発酵による資源化の研究が行われている。

### イオン交換触媒
イオン交換樹脂触媒を用いる方法がある。この方式は種子島で実証実験も行われている。

### 水素化分解
原料油脂をメチルエステル化してグリセリンを除去し脂肪酸メチルエステル（FAME）を精製する既存の技術とは異なり、原料植物を問わず獣脂も含めた広範な原料油脂を石油精製の水素化処理技術を応用して分解し、合わせて雑物を除去して作る水素化処理油（Bio Hydrofined Diesel、略称：BHD）が、新日本石油株式会社（当時）とトヨタ自動車株式会社により研究開発されている。
この技術によれば、油脂を原料としつつ、既存の石油由来の燃料と何ら遜色のない、一般の軽油の規格に適合した燃料を精製することが可能であるとされる。BHDは油脂に水素を化合させる過程で不純物が除去される。また、酸化による劣化がしにくく、化学合成軽油（GTL）と同等品であるとされる。
これまでに、減圧軽油留分とパーム油を混合して水素化分解処理を行い、パーム油の水素化分解による軽油留分の収率の向上や、既存の石油精製で得られている軽油に近い性状の軽油留分が得られることが確認されている。
このBHDを路線バスの営業運行で使用する実証実験が2007年10月から2008年3月まで都営バス渋谷営業所の一部車両で行われる。

### 水素化分解の長所
- 燃料物性が良い
- 触媒毒や重すぎる留分を除いて、ほぼ何でも原料に掛けられる。（グリセリンも収益性は悪いが一応処理可能）
- 廃FRP類を植物油等で分解して得られた重油類似油も減圧蒸留装置に投入可能[32]
- （下記の欠点の裏返しとして）石油が手に入らない場合、原料油脂を水素化分解装置に掛ければLPG・ナフサ・ガソリン・灯油・軽油が製造可能。

### 水素化分解の問題点
- 水素化分解（HydroCracking）・オゾン分解何れにせよ、飽和脂肪酸・不飽和脂肪酸の鎖が狙った長さに切れるわけではないのでガソリン・ナフサに近い留分やLPG類似物まで出てしまい、灯油・軽油だけが採れるわけではない。そういった意味ではバイオデイーゼル製造法というより輸送燃料・化学原料製造法に近い。但し、石油価格上昇時のエチレンの原料が得られる可能性はある。
  - 狙った分子量に低分子化するのが困難である例：NEDOは比較的簡単な装置でできる常温オゾン分解を試したが飽和脂肪酸（パルミチン酸：パーム油や獣脂類が固まる原因）は低分子化できず、不飽和脂肪酸は分解され低分子化して引火点は25度に低下。（ワックスと揮発油の混合体のようになってしまった。）[33]
  - 分留すれば問題はないが、ディーゼル燃料だけが取れるわけではない。
- 水素の低コストでの供給が必要：在来法では、常圧蒸留や分解で出てきたLPGやLNGを水蒸気改質して水素ガスを作っているので、化石燃料削減になっていない。

### 水素を用いない接触分解
設備が大掛かりになりがちな水素化分解ではなく、触媒と比較的低温の温度で油脂を接触分解させて改質する技術が、研究されている。